# Philometra ovata
Philometra ovata is een rondwormensoort uit de familie van de Philometridae. De wetenschappelijke naam van de soort is voor het eerst geldig gepubliceerd in 1803 door Zeder.